# Mollaşakir
Mollaşakir (kurd. Botan) ist ein Dorf im Landkreis Karlıova der türkischen Provinz Bingöl. Mollaşakir liegt in Ostanatolien auf 1900 m über dem Meeresspiegel, ca. 24 km nordöstlich von Karlıova.
Das Katasteramt gibt den früheren Namen mit Botan an.
1985 lebten 510 Menschen in Mollaşakir. 2009 hatte die Ortschaft 532 Einwohner.